# Карл Густав Врангел
Карл Густав Врангел (швед. Karl Gustav Wrangel, 13. децембар 1613 - 5. јул 1676) био је шведски фелдмаршал и војсковођа у тридесетогодишњем рату.

## Каријера
Од 1641. командовао је шведском флотом, којом је у шведско-данском рату (1643-1645) скоро потпуно уништио данску флоту код острва Лоланда 13. октобра 1644. Заједно са Французима под Тиреном победио је царско-баварску војску (око 30.000 људи) код Цусмарсхаузена 17. маја 1648. и освојио Минхен. После смрти Карла X (1660) био је један од регената Шведске, врховни командант и председник војног савета.